# Nicolò Madalena
Nicolò Madalena (San Remo, 27 ottobre 1863 – Sidi Garbàa, 16 maggio 1913) è stato un militare italiano, decorato di medaglia d'oro al valor militare alla memoria nel corso della Campagna di Libia (1913-1921).

## Biografia
Nacque a Sanremo, provincia di Imperia, il 27 ottobre 1863, figlio di Gianfrancesco e di Luigia Bassi. 
Dopo aver compiuto gli studi classici a Venezia, all'età di diciassette anni fu ammesso a frequentare la Regia Accademia Militare di Fanteria e Cavalleria di Modena, classificandosi fra i primi del suo corso, fu promosso sottotenente dell'arma di fanteria nel gennaio 1882, destinato a prestare servizio presso il 50º Reggimento fanteria della Brigata Parma. Ottenuto il trasferimento nella specialità alpini, allora in fase di costituzione, fu nel dicembre 1883 assegnato al 1º Reggimento alpini dove ebbe la promozione a tenente, quattro mesi dopo, e si distinse per una escursione per la quale ricevette speciali elogi dall'Ispettore generale Luigi Pelloux. L'anno dopo frequentò i corsi della Scuola di guerra dell'esercito, classificandosi terzo su 27 allievi.  Nell'ottobre 1888 ricoprì la carica di aiutante maggiore in seconda. Promosso capitano nel 1892 fu assegnato all'83º Reggimento fanteria della Brigata Venezia,e un anno dopo ritornò negli alpini (dapprima al 2° poi al 7º Reggimento alpini). Prestò poi servizio di stato maggiore nelle Divisioni militari di Messina e di Bologna. Promosso maggiore a scelta il 23 settembre 1901, ritornò negli alpini assumendo il comando del battaglione alpini "Tirano" del 5º Reggimento alpini.
Dal marzo 1902 al maggio 1905 fece parte del Corpo di spedizione italiano in Cina come comandante di un battaglione misto, ritornando in Italia decorato con la Croce di Cavaliere dell'Ordine dei Santi Maurizio e Lazzaro assegnato alla Divisione militare di Novara. Dal 1906 fu in Eritrea in qualità di capo di stato maggiore del Comando truppe d'Africa rimanendovi anche con la promozione al grado di tenente colonnello. Rientrato in Patria nell'ottobre 1910, divenne capo di stato maggiore alla Divisione militare di Padova e, dal 20 luglio 1911, addetto al comando del VII Corpo d'armata di Ancona.
Promosso colonnello il 17 marzo 1912, fu comandante solo per pochi mesi del 72º Reggimento fanteria della Brigata Puglia perché, nel settembre successivo, passò al comando del 26º Reggimento fanteria "Bergamo" che si trovava in Libia, schierato nella zona di Derna.
Nei combattimenti tra l'8 e il 10 ottobre, svoltesi sull’altopiano a sud-ovest della città, fu decorato con la medaglia di bronzo al valor militare. Quando questo reggimento nel gennaio del 1913 rimpatriò egli rimase a Derna al comando di un reggimento speciale composto da battaglioni
dei reggimenti di fanteria 7°, 22°, 26°, 34°.
Nel gennaio 1913 assunse il comando della piazzaforte di Derna. Nella notte del 16 maggio al comando di una colonna composta da sei battaglioni, mosse contro il campo nemico di Ettangi. La colonna giunta sotto il ciglione di Sidi Garbàa fu improvvisamente sottoposta al fuoco di artiglieria e di fucileria nemica, e subito minacciata di avvolgimento da parte una massa di armati appostata sulle alture.
Si distinse negli assalti e contrassalti alla baionetta, e rimasto ferito, continuò ad incitare i suoi soldati a combattere e cadde, colpito a morte da una fucilata all'addome, sulla trincea appena conquistata. Si spense presso la località denominata "albero del turco" mentre veniva trasportato in autocarro alla ridotta "Lombardia" dove si trovava un posto di medicazione.

### Annotazioni
1. ↑  Ciò risulta dal suo stato di servizio, anche se la famiglia afferma si nato a Venezia.

### Fonti
1. ↑  Carolei, Greganti 1958, p. 148.
2. 1 2 3 4 5 6 7 8 9  Combattenti Liberazione.
3. 1 2  Bianchi 2012, p. 148.
4. 1 2 3 4 5 6 7 8 9 10 11  Bianchi 2012, p. 149.
5. ↑  Medaglie d'oro al valor militare sul sito della Presidenza della Repubblica